# Campeonato Nacional de Argelia 2021-22
El Campeonato Nacional de Argelia 2021-22 fue la 58.ª edición de la Championnat National de Première Division, la máxima categoría del fútbol profesional de Argelia. Inició el 22 de octubre de 2021 y finalizó el 17 de junio de 2022.

## Sistema de competición
Se disputaron en 34 jornadas enfrentándose los equipos todos contra todos, al final quien acumula más puntos en la temporada finalizó campeón y tuvo cupo a la Liga de Campeones de la CAF 2022-23, el segundo obtuvo otro cupo y el tercero a la Copa Confederación de la CAF 2022-23. Los últimos cuatro equipos descendieron a la Ligue Professionnelle 2.

## Equipos participantes
- ASO Chlef
- CR Belouizdad (C)
- CS Constantine
- ES Sétif
- HB Chelghoum Laïd (P)
- JS Kabylie
- JS Saoura
- MC Alger
- MC Oran
- NA Hussein Dey
- NC Magra
- Olympique de Médéa
- Paradou AC
- RC Arbaa (P)
- RC Relizane
- US Biskra
- USM Alger
- WA Tlemcen

## Tabla general
| Pos. | Equipo                 | Pts. | PJ | G  | E  | P  | GF | GC | Dif. | Clasificación o descenso 2022-23 |
| ---- | ---------------------- | ---- | -- | -- | -- | -- | -- | -- | ---- | -------------------------------- |
| 1    | CR Belouizdad (C)      | 70   | 34 | 21 | 7  | 6  | 54 | 22 | +32  | Liga de Campeones de la CAF      |
| 2    | JS Kabylie             | 61   | 34 | 16 | 13 | 5  | 40 | 20 | +20  | Liga de Campeones de la CAF      |
| 3    | JS Saoura              | 60   | 34 | 17 | 9  | 8  | 59 | 23 | +36  | Copa Confederación de la CAF     |
| 4    | USM Alger              | 57   | 34 | 15 | 12 | 7  | 45 | 22 | +23  | Copa Confederación de la CAF     |
| 5    | CS Constantine         | 55   | 34 | 15 | 10 | 9  | 44 | 29 | +15  |                                  |
| 6    | Paradou AC             | 54   | 34 | 16 | 6  | 12 | 43 | 36 | +7   |                                  |
| 7    | ES Sétif               | 54   | 34 | 15 | 9  | 10 | 43 | 24 | +19  |                                  |
| 8    | MC Alger               | 51   | 34 | 13 | 12 | 9  | 36 | 24 | +12  |                                  |
| 9    | ASO Chlef              | 50   | 34 | 13 | 11 | 10 | 38 | 31 | +7   |                                  |
| 10   | US Biskra              | 50   | 34 | 13 | 11 | 10 | 36 | 32 | +4   |                                  |
| 11   | MC Oran                | 46   | 34 | 10 | 16 | 8  | 32 | 29 | +3   |                                  |
| 12   | HB Chelghoum Laïd      | 45   | 34 | 11 | 12 | 11 | 40 | 41 | −1   |                                  |
| 13   | NC Magra               | 45   | 34 | 13 | 6  | 15 | 31 | 36 | −5   |                                  |
| 14   | RC Arbaa               | 43   | 34 | 10 | 13 | 11 | 40 | 45 | −5   |                                  |
| 15   | Olympique de Médéa (D) | 36   | 34 | 10 | 6  | 18 | 33 | 53 | −20  | Segunda División                 |
| 16   | NA Hussein Dey (D)     | 22   | 34 | 5  | 7  | 22 | 33 | 66 | −33  | Segunda División                 |
| 17   | RC Relizane (D)        | 20   | 34 | 4  | 8  | 22 | 31 | 87 | −56  | Segunda División                 |
| 18   | WA Tlemcen (D)         | 13   | 34 | 3  | 4  | 27 | 13 | 72 | −59  | Segunda División                 |

 Fuente: Soccerway
Criterios de clasificación: Puntos · Enfrentamientos directos · Diferencia de goles · Goles a favor · Puntos fair-play · Play-off.
Notas:
1. 1 2  Puntos en partidos directos: Paradou 6, Sétif 0.
2. 1 2  Puntos en partidos directos: Chlef 3, Biskra 3. Diferencia de gol: Chlef +7, Biskra +4.
3. 1 2  Puntos en partidos directos: Chelghoum Laïd 3, Magra 3. Diferencia de gol: Chelghoum Laïd –1, Magra –5.

## Resultados
| Local \ Visitante  | CHE | BEL | CON | SET | HBC | KAB | SAO | MCA | ORA | HUS | MAG | MED | PAR | ARB | REL | BIS | USM | TLE |
| ------------------ | --- | --- | --- | --- | --- | --- | --- | --- | --- | --- | --- | --- | --- | --- | --- | --- | --- | --- |
| ASO Chlef          | —   | 1–2 | 1–0 | 0–1 | 1–0 | 1–1 | 2–2 | 1–1 | 1–1 | 0–0 | 0–0 | 0–1 | 0–0 | 2–0 | 2–1 | 2–0 | 2–1 | 4–0 |
| CR Belouizdad      | 3–1 | —   | 1–1 | 1–0 | 0–1 | 0–1 | 1–0 | 1–0 | 3–0 | 1–0 | 1–2 | 2–1 | 2–0 | 1–1 | 2–0 | 2–0 | 1–0 | 3–0 |
| CS Constantine     | 2–0 | 1–2 | —   | 1–0 | 3–3 | 2–1 | 1–0 | 3–0 | 0–1 | 2–1 | 1–0 | 1–0 | 1–0 | 1–1 | 4–0 | 0–0 | 1–1 | 5–0 |
| ES Sétif           | 0–0 | 2–2 | 1–0 | —   | 1–0 | 1–1 | 0–0 | 2–1 | 0–1 | 5–1 | 0–2 | 3–0 | 0–1 | 3–1 | 7–0 | 2–0 | 3–1 | 1–0 |
| HB Chelghoum Laïd  | 1–0 | 0–0 | 1–1 | 1–0 | —   | 1–3 | 0–0 | 2–0 | 0–0 | 0–1 | 2–0 | 2–0 | 3–0 | 1–1 | 1–1 | 3–1 | 0–0 | 3–1 |
| JS Kabylie         | 0–1 | 0–0 | 1–3 | 0–0 | 1–0 | —   | 2–1 | 0–1 | 1–0 | 3–2 | 3–0 | 1–0 | 2–0 | 1–1 | 3–0 | 1–1 | 1–1 | 2–0 |
| JS Saoura          | 2–2 | 0–1 | 2–0 | 1–1 | 5–0 | 1–0 | —   | 0–0 | 2–0 | 5–0 | 1–0 | 4–0 | 4–1 | 0–0 | 6–0 | 2–0 | 1–0 | 6–0 |
| MC Alger           | 1–2 | 2–1 | 0–0 | 2–0 | 1–0 | 0–2 | 2–0 | —   | 0–0 | 2–0 | 2–1 | 0–0 | 1–0 | 1–0 | 8–2 | 1–1 | 0–1 | 2–0 |
| MC Orán            | 1–0 | 0–0 | 2–1 | 0–0 | 2–2 | 0–0 | 2–1 | 1–0 | —   | 0–0 | 2–1 | 0–1 | 2–4 | 1–1 | 1–1 | 2–2 | 2–1 | 5–0 |
| NA Hussein Dey     | 0–2 | 3–5 | 1–4 | 0–0 | 2–1 | 2–2 | 1–2 | 1–4 | 2–1 | —   | 0–1 | 0–1 | 0–2 | 0–1 | 3–5 | 1–2 | 1–1 | 3–1 |
| NC Magra           | 2–0 | 1–0 | 1–1 | 0–2 | 2–0 | 0–1 | 0–0 | 0–0 | 0–0 | 1–0 | —   | 2–0 | 1–3 | 1–2 | 4–1 | 1–0 | 1–0 | 1–0 |
| Olympique de Médéa | 1–2 | 0–0 | 2–1 | 1–4 | 3–3 | 0–0 | 0–3 | 0–0 | 1–0 | 1–2 | 3–1 | —   | 0–1 | 4–3 | 2–0 | 1–1 | 1–3 | 1–0 |
| Paradou AC         | 1–0 | 1–3 | 1–1 | 1–0 | 6–2 | 0–0 | 1–0 | 1–1 | 0–0 | 1–1 | 3–1 | 0–0 | —   | 1–2 | 3–0 | 1–0 | 0–1 | 1–0 |
| RC Arbaa           | 0–0 | 1–2 | 0–1 | 3–1 | 0–0 | 0–0 | 1–2 | 1–0 | 1–1 | 3–1 | 1–1 | 4–2 | 3–1 | —   | 2–1 | 0–5 | 2–0 | 0–0 |
| RC Relizane        | 4–5 | 0–8 | 1–1 | 0–1 | 1–2 | 1–4 | 1–2 | 0–0 | 0–2 | 2–1 | 1–2 | 2–1 | 0–2 | 3–3 | —   | 1–1 | 0–0 | 2–1 |
| US Biskra          | 2–0 | 0–1 | 2–0 | 1–1 | 2–0 | 0–1 | 2–1 | 0–0 | 2–2 | 2–1 | 1–0 | 2–1 | 0–0 | 1–0 | 1–0 | —   | 0–0 | 0–0 |
| USM Alger          | 1–1 | 2–0 | 2–0 | 1–0 | 1–1 | 0–0 | 0–0 | 1–1 | 0–0 | 1–0 | 4–1 | 4–0 | 2–1 | 4–0 | 3–1 | 3–0 | —   | 2–0 |
| WA Tlemcen         | 0–2 | 0–2 | 0–2 | 0–1 | 1–4 | 0–1 | 2–3 | 0–2 | 1–0 | 2–2 | 1–0 | 0–2 | 1–3 | 2–1 | 0–0 | 0–3 | 0–3 | —   |

## Goleadores
| Pos. | Goleador              | Equipo      | Goles |
| ---- | --------------------- | ----------- | ----- |
| 1    | Samy Frioui           | MC Alger    | 17    |
| 2    | Ahmed Nadir Benbouali | Paradou AC  | 14    |
| 2    | Yousri Bouzok         | Paradou AC  | 14    |
| 4    | Abou Sofiane Balegh   | RC Relizane | 13    |
| 5    | Hichem Mokhtari       | US Biskra   | 12    |
| 5    | Belaïd Hamidi         | JS Saoura   | 12    |